# Cephalozia kashyapii
Cephalozia kashyapii là một loài rêu trong họ Cephaloziaceae. Loài này được Udar mô tả khoa học đầu tiên năm 1978.